# Université d'État d'ingénierie d'Arménie
L'université d'État d'ingénierie d'Arménie (en arménien Հայաստանի Պետական Ճարտարագիտական Համալսարան) est une université arménienne. L'établissement est le successeur de l'Institut polytechnique Karl-Marx fondé en 1933, qui ne comptait que deux facultés et 107 étudiants. L'institut s’est développé en fonction de l’industrialisation du pays ; de 1980 à 1985, il a atteint le sommet de sa gloire avec 25 000 étudiants et plus de 66 professions. De nos jours, plus de 10 000 étudiants y font leurs études, dont 500 sont des étrangers. L’université est le principal centre de recherche scientifique du pays.
L'établissement central de l'université d'ingénierie se trouve à Erevan. Des filiales ont été installées à Gyumri, à Vanadzor et à Kapan.
Les organes de  l'université sont le Conseil de l'université, le Conseil scientifique, le Rectorat et le Conseil estudiantin. L'infrastructure informatique de l'université se développe à grands pas ; elle possède un réseau de 1 200 ordinateurs modernes et des salles d'études bien équipées.
Durant ses 75 années d'activité, l'université d'ingénierie a donné au pays plus de 100 000 spécialistes qui ont joué un rôle important dans tous les domaines de l'industrie de l'Arménie.